# Fernando Cavenaghi
Fernando Ezequiel Cavenaghi (Buenos Aires, 21 settembre 1983) è un ex calciatore argentino, di ruolo attaccante.

## Carriera

### Club
L'11 febbraio 2001 esordisce con il River Plate nel successo per 6-2 contro l'Estudiantes (LP); durante l'anno segna un gol in 5 apparizioni. L'anno seguente gioca 23 partite e realizza 17 reti, compresa una tripletta contro l'Estudiantes. Il 14 luglio 2004, dopo 88 presenze e 55 gol tra campionato e coppe con il River Plate, lascia il campionato argentino per trasferirsi nella prima divisione russa con lo Spartak Mosca, che lo acquista per 8,6 milioni di euro. Nella stagione 2005 segna 7 gol in 26 partite, evidenziando qualche problema di ambientamento con la lingua russa, lo stile di gioco (assai diverso da quello argentino) e i campi artificiali. Pur segnando sette reti in meno del miglior marcatore della squadra Dmitrij Kiričenko, contribuisce alla conquista di un posto in Champions League.
Inizia bene la stagione 2006, segnando due reti tra andata e ritorno al Luch Vladivostok nella Coppa di Russia, ma è ben presto relegato in panchina dall'allora allenatore Starkov. Malgrado le poche possibilità di mettersi in luce, continua a realizzare gol importanti, come quelli nel doppio confronto con il Saturn nella semifinale di Coppa di Russia, portando il suo score a 4 reti in 7 partite (4 da titolare).
Il 22 gennaio 2007 viene acquistato dal Bordeaux per la cifra di 9 milioni di euro + 2 di bonus, con cui firma un contratto della durata di quattro anni e mezzo. Vincendo subito la Coppa di Lega. Qui si rivela indispensabile, prima con i 22 gol, il secondo posto raggiunto dai girondini nella stagione 2007-2008 e la conquista della Supercoppa di Francia e poi nella conquista della Coppa di Lega, del sesto titolo dei girondini nel 2008-2009 e la Supercoppa di Francia.
Il 26 agosto 2010 passa in prestito con diritto di riscatto a 3,5 milioni di euro al Maiorca. Il 25 gennaio 2011 viene girato in prestito con diritto di riscatto a 2,5 milioni di euro in Brasile all'Internacional. Nella squadra brasiliana, non riesce a trovare molto spazio, tanto che il rapporto finisce anzitempo (7 luglio). Il 15 luglio rescinde il contratto con il Bordeaux e ritorna al River Plate appena retrocesso. Dopo aver contribuito alla promozione della squadra il suo contratto non viene rinnovato. Il 30 giugno 2012 rimane svincolato.
Il 9 agosto si accorda con il Villarreal in segunda división. Il 30 gennaio 2013 rescinde consensualmente il contratto con la società spagnola, e il giorno successivo firma con i messicani del Pachuca. Decide poi di non rinnovare e il 31 dicembre rimane svincolato.
Il 2 gennaio 2014 ritorna di nuovo al suo vecchio club, il River Plate, con il quale vince il Torneo Final 2014 da capocannoniere della squadra e la Coppa Campeonato. Successivamente i problemi fisici lo costringono a fermarsi fino a novembre. A fine anno vince anche la Coppa Sudamericana. L'anno seguente vince la Recopa Sudamericana e la Coppa Libertadores. Il 6 agosto 2015 a campionato in corso, decide di lasciare i milionari e il calcio giocato.
Il 25 agosto dopo essere stato accostato al Pune City si trasferisce ufficialmente al club cipriota dell'APOEL Nicosia. Il 3 aprile 2016 dopo un intervento al ginocchio decide di interrompere anzitempo il contratto che lo legava al club cipriota. Con 19 gol in 18 incontri di campionato, vince il titolo di capocannoniere del torneo cipriota, ex aequo con André Alves e Dimităr Makriev.
Il 28 dicembre 2016 Fernando Cavenaghi annuncia il ritiro, l'attaccante lascia il calcio giocato a soli 33 anni; saluterà i suoi tifosi nel 2017 al "Monumental" di Buenos Aires, stadio che lo ha visto mettersi in mostra con la maglia del River Plate da giovanissimo e dove è tornato nel 2011 quando i Millonarios sono retrocessi in seconda divisione.

### Nazionale
Nel 2003 con la Nazionale Argentina under-20 ha vinto il campionato Sudamericano di categoria e divenne capocannoniere del torneo. È inoltre selezionato per giocare il Mondiale di categoria del 2003 dove l'Argentina fu eliminata in semifinale dal Brasile. L'attaccante segnò quattro gol, di cui due su rigore, e si confermò capocannoniere della competizione con il brasiliano Dudu, lo statunitense Eddie Johnson e il giapponese Daisuke Sakata.
Il 26 marzo 2008, viene convocato nella nazionale maggiore dall'allora ct Alfio Basile, per una partita amichevole contro l'Egitto.

## Statistiche
Tra club, Nazionale maggiore e Nazionali giovanili, Cavenaghi ha giocato globalmente 499 partite segnando 230 reti, alla media di 0,46 gol a partita.

### Presenze e reti nei club
Statistiche aggiornate al 10 febbraio 2016.
| Stagione             | Squadra              | Campionato           | Campionato | Campionato | Coppe nazionali | Coppe nazionali | Coppe nazionali | Coppe continentali | Coppe continentali | Coppe continentali | Altre coppe | Altre coppe | Altre coppe | Totale | Totale |
| Stagione             | Squadra              | Comp                 | Pres       | Reti       | Comp            | Pres            | Reti            | Comp               | Pres               | Reti               | Comp        | Pres        | Reti        | Pres   | Reti   |
| -------------------- | -------------------- | -------------------- | ---------- | ---------- | --------------- | --------------- | --------------- | ------------------ | ------------------ | ------------------ | ----------- | ----------- | ----------- | ------ | ------ |
| 2000-2001            | River Plate          | PD                   | 5          | 1          | -               | -               | -               | CL                 | 3                  | 2                  | -           | -           | -           | 8      | 3      |
| 2001-2002            | River Plate          | PD                   | 23         | 17         | -               | -               | -               | CL                 | 5                  | 2                  | -           | -           | -           | 28     | 19     |
| 2002-2003            | River Plate          | PD                   | 33         | 20         | -               | -               | -               | CL                 | 10                 | 3                  | -           | -           | -           | 43     | 23     |
| 2003-gen. 2004       | River Plate          | PD                   | 27         | 17         | -               | -               | -               | CL                 | 15                 | 10                 | -           | -           | -           | 42     | 27     |
| 2004                 | Spartak Mosca        | PL                   | 9          | 1          | KR              | -               | -               | -                  | -                  | -                  | -           | -           | -           | 9      | 1      |
| 2005                 | Spartak Mosca        | PL                   | 25         | 6          | KR              | 7               | 5               | -                  | -                  | -                  | -           | -           | -           | 32     | 11     |
| 2006                 | Spartak Mosca        | PL                   | 17         | 5          | KR              | 0               | 0               | UCL                | 4                  | 0                  | SR          | 1           | 0           | 22     | 5      |
| Totale Spartak Mosca | Totale Spartak Mosca | Totale Spartak Mosca | 51         | 12         |                 | 7               | 5               |                    | 4                  | 0                  |             | 1           | 0           | 63     | 17     |
| gen.-giu. 2007       | Bordeaux             | L1                   | 9          | 2          | CF+CdL          | -               | -               | CU                 | 0                  | 0                  | -           | -           | -           | 9      | 2      |
| 2007-2008            | Bordeaux             | L1                   | 23         | 15         | CF+CdL          | 4+1             | 2+0             | CU                 | 7                  | 6                  | -           | -           | -           | 35     | 23     |
| 2008-2009            | Bordeaux             | L1                   | 29         | 13         | CF+CdL          | 0+2             | 1               | UCL+CU             | 3+2                | 0+1                | SF          | 1           | 0           | 37     | 15     |
| 2009-2010            | Bordeaux             | L1                   | 20         | 3          | CF+CdL          | 2+2             | 3+0             | UCL                | 3                  | 0                  | SF          | 1           | 1           | 28     | 7      |
| ago. 2010            | Bordeaux             | L1                   | 2          | 0          | CF+CdL          | 0               | 0               | -                  | -                  | -                  | -           | -           | -           | 2      | 0      |
| Totale Bordeaux      | Totale Bordeaux      | Totale Bordeaux      | 83         | 33         |                 | 11              | 6               |                    | 15                 | 7                  |             | 2           | 1           | 111    | 47     |
| ago. 2010-gen. 2011  | Maiorca              | PD                   | 11         | 2          | CR              | 2               | 4               | -                  | -                  | -                  | -           | -           | -           | 13     | 6      |
| 2011                 | Internacional        | PD/RS+A              | 6+2        | 1+1        | -               | -               | -               | CL                 | 4                  | 0                  | -           | -           | -           | 12     | 2      |
| 2011-2012            | River Plate          | BN                   | 37         | 19         | CA              | 1               | 0               | -                  | -                  | -                  | -           | -           | -           | 38     | 19     |
| 2012-gen. 2013       | Villarreal           | SD                   | 18         | 4          | CR              | 1               | 0               | -                  | -                  | -                  | -           | -           | -           | 19     | 4      |
| gen.-giu. 2013       | Pachuca              | PD                   | 10         | 2          | CM              | 3               | 3               | -                  | -                  | -                  | -           | -           | -           | 13     | 5      |
| 2013-gen. 2014       | Pachuca              | PD                   | 11         | 2          | CM              | 3               | 1               | -                  | -                  | -                  | -           | -           | -           | 14     | 3      |
| Totale Pachuca       | Totale Pachuca       | Totale Pachuca       | 21         | 4          |                 | 6               | 4               |                    | -                  | -                  |             | -           | -           | 27     | 8      |
| 2014                 | River Plate          | PD                   | 19+3       | 8+2        | CA              | 1               | 0               | CS                 | 3                  | 0                  | -           | -           | -           | 26     | 10     |
| 2015                 | River Plate          | PD                   | 18         | 11         | CA              | 1               | 0               | CL                 | 6                  | 0                  | RS+SA       | 1+1         | 0           | 27     | 11     |
| Totale River Plate   | Totale River Plate   | Totale River Plate   | 162+3      | 93+2       |                 | 3               | 0               |                    | 42                 | 17                 |             | 2           | 0           | 212    | 112    |
| 2015-2016            | APOEL                | AK                   | 18         | 19         | CC              | 3               | 2               | UCL+UEL            | 0+5                | 2                  | SC          | -           | -           | 26     | 23     |
| Totale carriera      | Totale carriera      | Totale carriera      | 370+5      | 168+3      |                 | 33              | 21              |                    | 70                 | 26                 |             | 5           | 1           | 483    | 219    |

### Cronologia presenze e reti in Nazionale
| Cronologia completa delle presenze e delle reti in nazionale ― Argentina | Cronologia completa delle presenze e delle reti in nazionale ― Argentina | Cronologia completa delle presenze e delle reti in nazionale ― Argentina | Cronologia completa delle presenze e delle reti in nazionale ― Argentina | Cronologia completa delle presenze e delle reti in nazionale ― Argentina | Cronologia completa delle presenze e delle reti in nazionale ― Argentina | Cronologia completa delle presenze e delle reti in nazionale ― Argentina | Cronologia completa delle presenze e delle reti in nazionale ― Argentina |
| Data                                                                     | Città                                                                    | In casa                                                                  | Risultato                                                                | Ospiti                                                                   | Competizione                                                             | Reti                                                                     | Note                                                                     |
| ------------------------------------------------------------------------ | ------------------------------------------------------------------------ | ------------------------------------------------------------------------ | ------------------------------------------------------------------------ | ------------------------------------------------------------------------ | ------------------------------------------------------------------------ | ------------------------------------------------------------------------ | ------------------------------------------------------------------------ |
| 26-3-2008                                                                | Il Cairo                                                                 | Egitto                                                                   | 0 – 2                                                                    | Argentina                                                                | Amichevole                                                               | -                                                                        | 69’                                                                      |
| 4-6-2008                                                                 | San Diego                                                                | Messico                                                                  | 1 – 4                                                                    | Argentina                                                                | Amichevole                                                               | -                                                                        | 60’                                                                      |
| 8-6-2008                                                                 | East Rutherford                                                          | Stati Uniti                                                              | 0 – 0                                                                    | Argentina                                                                | Amichevole                                                               | -                                                                        | 74’                                                                      |
| 20-8-2008                                                                | Minsk                                                                    | Bielorussia                                                              | 0 – 0                                                                    | Argentina                                                                | Amichevole                                                               | -                                                                        | 71’                                                                      |
| Totale                                                                   |                                                                          | Presenze                                                                 | 4                                                                        |                                                                          | Reti                                                                     | 0                                                                        |                                                                          |

## Palmarès

### Club

#### Competizioni statali
- Campionato Gaúcho: 1

Internacional: 2011

#### Competizioni nazionali
- Campionato argentino: 4

River Plate: Clausura 2002, Clausura 2003, Clausura 2004, Final 2014
- Coppa di Lega francese: 2

Bordeaux: 2006-2007, 2008-2009
- Supercoppa francese: 2

Bordeaux: 2008, 2009
- Campionato francese: 1

Bordeaux: 2008-2009
- Primera B Nacional: 1

River Plate: 2011-2012
- Coppa Campeonato: 1

River Plate: 2014
- Campionato cipriota: 1

APOEL: 2015-2016

#### Competizioni internazionali
- Coppa Sudamericana: 1

River Plate: 2014
- Recopa Sudamericana: 2

Internacional: 2011
River Plate: 2015
- Coppa Libertadores: 1

River Plate: 2015
- Coppa Suruga Bank: 1

River Plate: 2015

### Nazionale
- Campionato sudamericano Under-20: 1

2003

### Individuale
- Scarpa d'oro del campionato del mondo Under-20: 1

Emirati Arabi Uniti 2003 (6 gol)
- Miglior calciatore straniero in Francia: 1

2008
- Capocannoniere del Campionato sudamericano Under-20: 1

Uruguay 2003 (8 gol)
- Capocannoniere del Campionato argentino di calcio: 1

Clausura 2002 (15 gol)
- Capocannoniere del campionato cipriota: 1

2015-2016 (19 gol, ex aequo con André Alves e Dimităr Makriev)